# Grenier (Besançon)

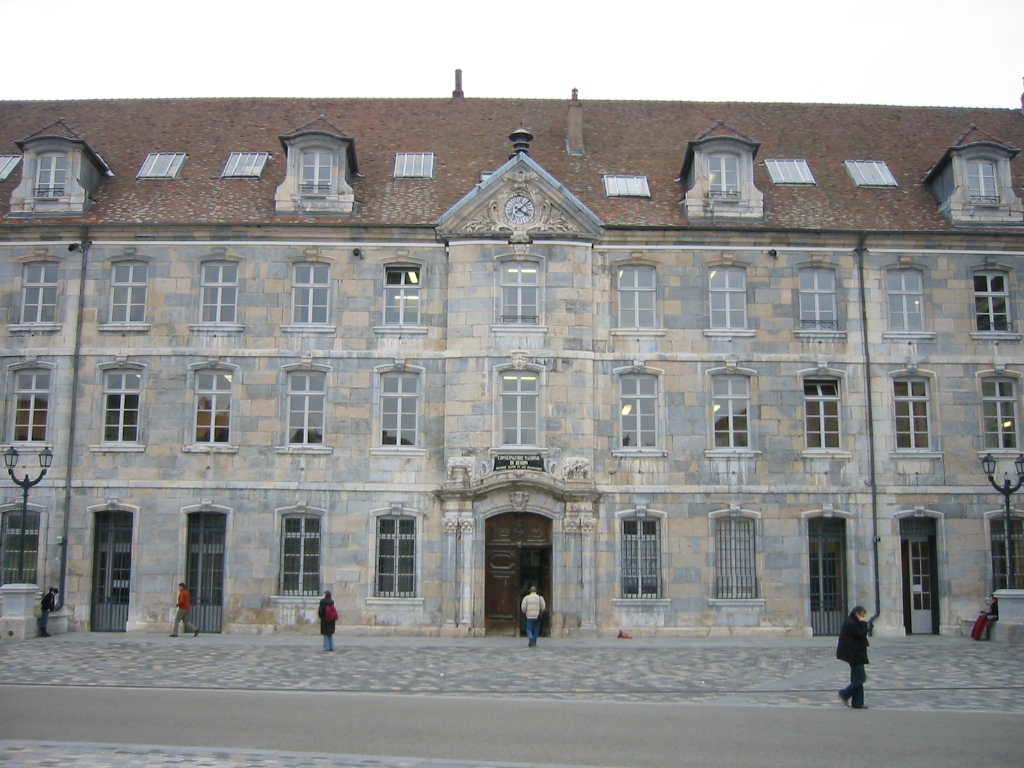
Voorzijde van de Grenier in Besançon (Frankrijk)

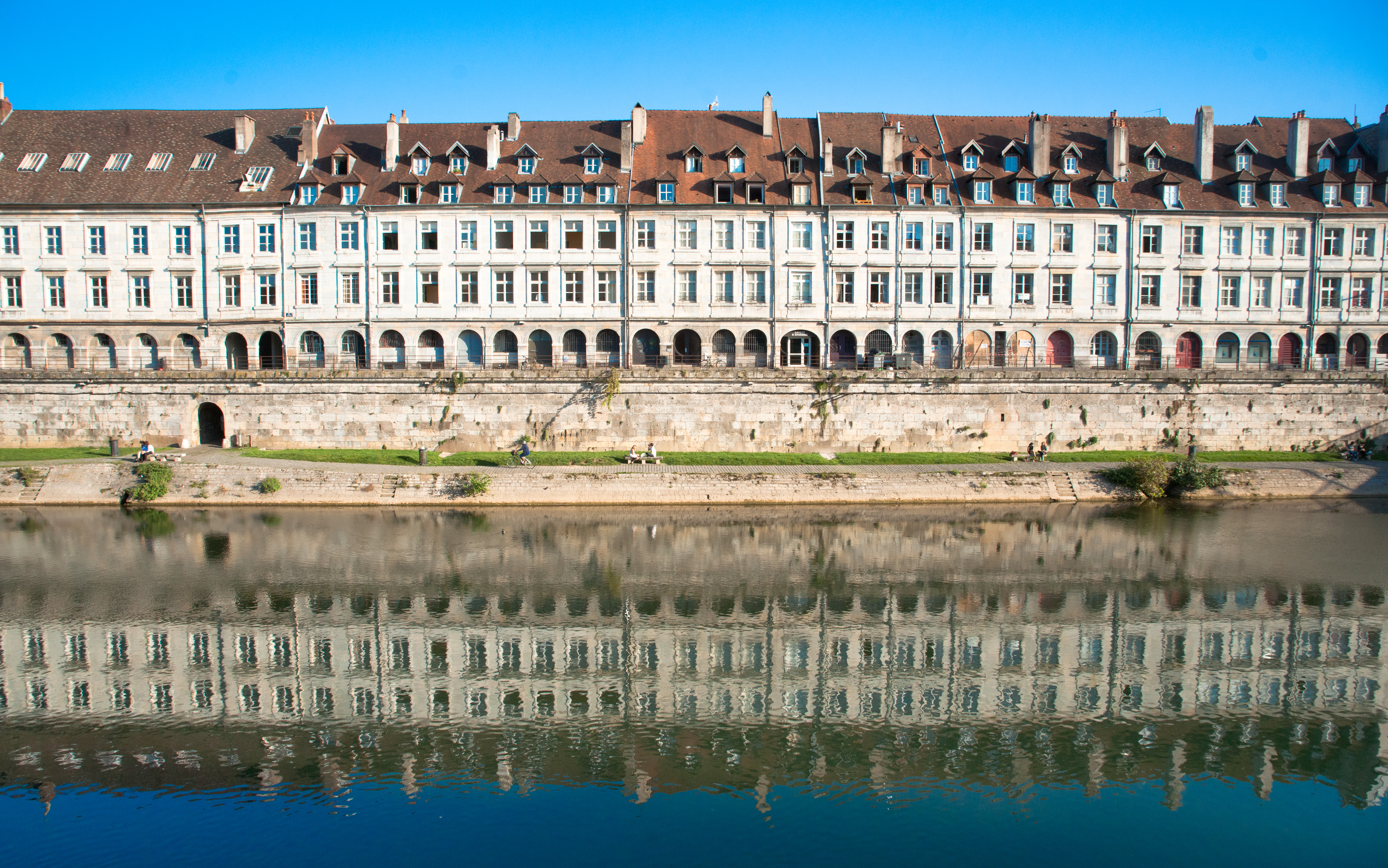
Linker gebouw: de achterzijde van de Grenier; de rivier Doubs

De Grenier was de stedelijke bewaarplaats voor graan (1720-1860) in de stad Besançon in Frankrijk. De Grenier is gelegen aan de Place de la Révolution, naast het kunstmuseum. Zo'n bewaarplaats voor graan wordt in het Latijn granarium genoemd of in het Nederlands soms spieker. De naam Grenier verwijst naar een opslag voor gedorst graan.

## Historiek
Tijdens de middeleeuwen bezaten de prins-aartsbisschoppen van Besançon de opslagplaatsen voor graan. Dit veranderde later met de opkomende macht en autonomie van de Rijksstad Besançon. De stad bouwde de eerste graanopslagplaats in 1520 nabij het stadhuis. Deze plaats werd te klein. In 1720 bouwde ze een grotere bewaarplaats, de Grenier, ook in het centrum van de stad. De stijl is neoklassiek. In de gevel werden allegorische beelden aangebracht die de overvloed van landbouwproducten verheerlijken.
Het belang van graanschuren in handen van de stad verminderde in de loop van de 19e eeuw. In 1860 werd in Besançon de wereldtentoonstelling gehouden. De stad stelde zich voor als de belangrijkste Franse stad in de productie van horloges. Duizenden arbeiders, de meeste van Zwitserse afkomst, werkten in Besançon in de horloge-industrie. Om nog meer mensen op te leiden richtte de stad een school op (1862): de Ecole Nationale d’Horlogerie. De school werd opgericht in de Grenier. Tevens richtte de stad in de Grenier een muziekschool in. 
In 1929 werd het gebouw beschermd erfgoed.
In 1933 verhuisde de horlogemakersschool van de Grenier naar een andere campus, om later op te gaan in de École nationale supérieure de mécanique et des microtechniques, gespecialiseerd in uurwerken. De Grenier groeide verder als stedelijke muziek- en kunstenacademie in de loop van de 20e eeuw. 
In 2013 verhuisde de muziek- en kunstenacademie. De Grenier werd privaat-publieke eigendom met een nieuwe bestemming: bureelruimtes en huisvesting.